# Nnenna Freelon
Nnenna Freelon (Cambridge, 1954. július 28. –) amerikai dzsesszénekesnő, zeneszerző, producer, hangszerelő. Hatszor jelölték Grammy-díjra.

## Pályakép
A Massachusetts-i Cambridge-ben nőtt fel. Ifjú korában a Baptista Egyházban énekelt. A bostoni Simmons Főiskolán egészségügyi adminisztrátori diplomát szerzett. Egy ideig a Durham County Hospital Corporationben dolgozott Észak-Karolinában.
Közben híres emberekkel is megismerkedett, Nina Simone-nal és Billy Eckstine-nel, olyan művészekkel, akiknek a felvételeit hallgatták otthon a szülei. Nnenna követte nagyanyja bölcs tanácsát: „szállj fel egy buszra, menj New Yorkba vagy Los Angelesbe, énekelj ott, ahol vagy.”
A leghíresebb előadókkal lépett fel és turnézott (Ray Charles, Ellis Marsalis, Al Jarreau, Anita Baker, Aretha Franklin, Dianne Reeves, Diana Krall, Ramsey Lewis, George Benson, Clark Terry, Herbie Hancock, Terence Blanchard). Fellépett többek között a Carnegie Hallban, a Hollywood Bowlon, az Ellington Jazz Festivalon, a Monterey Jazz Festivalon, az Apollo Theaterban, a Montreux Jazz Festivalon, a John F. Kennedy Centerben.

## Lemezek
- Nnenna Freelon (Columbia, 1992)
- Heritage (Columbia, 1993), Kenny Barron, Christian McBride. Lewis Nash
- Listen (Columbia, 1994)
- Shaking Free (1996)
- Maiden Voyage (1998)
- Soulcall (2000)
- Tales Of Wonder (2002)
- Live at the Kennedy Center, Washington D.C. (Concord, 2003)
- Blueprint Of A Lady (Concord, 2005)
- Better than Anything (Concord, 2007)
- Homefree (Concord, 2010)

## Díjak
Hat Grammy-díj jelölés.

## További információ
- Hivatalos oldal
- Nnenna Freelon a Facebookon
- Nnenna Freelon az Internet Movie Database-ben (angolul)